# Sir Hugh
Sir Hugh, noto anche come La figlia dell'ebreo o Il giardino dell'ebreo, è una canzone popolare britannica tradizionale, contenuta nella Child ballad n. 155, Roud n. 73, e un esempio folcloristico di accusa del sangue. I testi originali non sono conservati, ma le versioni trascritte a partire dal XVIII secolo mostrano un chiaro rapporto con le accuse dell'assassinio nel 1255 di Ughino di Lincoln da parte di ebrei locali, rendendo probabile che le versioni conosciute derivino da composizioni realizzate in quel periodo. Il titolo è una corruzione di Little Saint Hugh.

## Sinossi

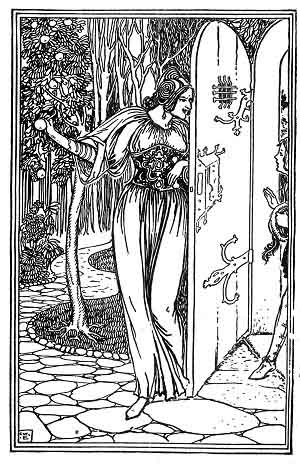
La "figlia dell'ebreo" attira Hugh nel suo giardino. Illustrazione dal Sir Hugh di George Wharton Edwards (1896)

Alcuni ragazzi giocano con una palla a Lincoln e la lanciano accidentalmente oltre il muro di una casa (o castello) di un ebreo. La figlia dell'ebreo esce, vestita di verde, e fa cenno a un ragazzo di entrare per prenderla. Risponde che non può farlo senza i suoi compagni di gioco, cosicché la ragazza lo attira con della frutta e un anello d'oro. Una volta che si è seduto su un trono, lei lo pugnala al cuore "come una pecora", facendone grondare molto sangue.
Quando il ragazzo non riesce a tornare a casa, sua madre conclude che sta ancora giocando. Si propone di trovarlo con una verga in mano per picchiarlo, ma dall'oltretomba il ragazzo chiede alla madre di preparargli un lenzuolo funebre, e che è "addormentato". In alcune versioni chiede che, se suo padre lo chiama, gli venga detto che è "morto" in altre versioni il cadavere del ragazzo brilla "come l'oro". In altre la figlia dell'ebreo raccoglie il sangue in una bacinella, gli mette un libro di preghiere in testa e una Bibbia ai suoi piedi.

## Antefatto
L'agiografia The Life and Miracles of St William of Norwich (1173) rese popolare l'accusa contro gli ebrei di omicidio rituale basato sull'omicidio di Guglielmo di Norwich nel 1144. La corte di Enrico III acquistò e abusò dei prestiti ebraici per acquisire terre da baroni e cavalieri meno abbienti, facendo sì che molti incolpassero gli ebrei per la loro insicurezza. Nel 1230 alcune città inglesi espulsero gli ebrei e già nel 1260 si verificarono massacri organizzati contro gli ebrei.
Rientra in questo periodo la morte di Ughino di Lincoln nel 1255 ma di cui i fatti della storia originale sono oscuri. Un'ammissione di omicidio rituale fu estorta a un ebreo di nome Copin da John Lexington, membro della corte reale e fratello del vescovo di Lincoln. Il Vescovo guadagnò molto dall'istituzione di un culto del martirio, poiché avrebbe attirato pellegrini e donazioni. Il re intervenne, giustiziò l'uomo che aveva confessato e ordinò l'arresto di altri 90 ebrei. Diciotto furono impiccati per essersi rifiutati di prendere parte al processo, mentre gli altri furono successivamente graziati.
Grazie all'intervento del re, la storia divenne nota e acquistò credibilità. Il cronista contemporaneo Matteo Paris (morto nel 1259) cita la storia. La storia appare anche negli Annali di Waverley, disegnata nella versione di Paris da Chaucer. Elementi delle versioni Paris e Chaucer della storia possono essere trovati in alcune versioni della ballata avvalorando l'ipotesi che le prime versioni siano state composte contemporaneamente all'epoca degli eventi.

## Varianti e analisi
La canzone è stata trovata in Inghilterra, Scozia, Canada, Stati Uniti e, in misura minore, in Irlanda, rimanendo ancora popolare all'inizio del XIX secolo.
C'è una ballata anglo-normanna (francese medievale), probabilmente composta mentre Enrico III era ancora in vita e probabilmente con conoscenza della città di Lincoln. Questa versione contiene gli elementi principali della canzone inglese originale, molti dei quali andarono perduti nelle versioni successive trascritte a partire dal XVIII secolo. È possibile mettere in relazione elementi nelle versioni più antiche con le storie medievali per ricostruire il probabile contenuto dell'originale.
Paris inserì inoltre un frammento latino della ballata nella sua Cronaca . Reliques di Thomas Percy (1783) ha una versione dalla Scozia. David Herd (1776) ne aveva una versione, così come Robert Jameison (1806). McCabe afferma che "i primi testi di Sir Hugh sono scozzesi ... [e] conservano la leggenda del santo medievale nella sua forma più coerente".
La canzone può anche incorporare elementi di altri testi antisemiti medievali, in particolare una storia di miracoli attinta anche da Chaucer nel Racconto della priora che mostra degli ebrei che uccidono un bambino, spesso uno scolaro, che canta abitualmente un inno vicino a dove vivono, e gettano il corpo nella loro latrina . Questi elementi ricorrono in alcune delle prime versioni di Sir Hugh.
Le versioni conosciute hanno perso molti degli elementi della storia originale, o li hanno semplificati nel tempo. Ad esempio, l'originale si svolge vicino a un castello, mentre successivamente diventa un castello appartenente a un ebreo. Il pozzo vicino a un castello diventa un pozzo privato incastonato nei giardini del castello. La località, "Merry Lincoln", diventa confusa e abbandonata.  Il gioco diventa un gioco con la palla. L'elemento della crocifissione è perduto. La tempistica degli eventi è talvolta conservata come metà estate, a volte modificata con la Pasqua. Il ruolo della madre nell'avvertire di non frequentare gli ebrei, e in seguito accusare gli ebrei, è semplificato e abbandonato. (In alcune versioni diventa una figura disciplinare e, alla fine, diventa persino l'assassina.) Vengono lasciati cadere elementi miracolosi come campane che suonano senza mani. L'elemento funebre scompare e il numero dei personaggi si riduce.
Vengono aggiunti nuovi elementi, come pioggia o nebbia, alcuni dei quali includono riferimenti alla Scozia, il che implica che la ballata potrebbe essere tornata in Inghilterra dalla Scozia. Strofe da La morte di Robin Hood sono incorporate.  Alcune delle versioni successive, in particolare i testi americani conosciuti come Il giardino dell'ebreo , incorporano elementi di un'altra canzone sull'omicidio di bambini, Lamkin .
Tuttavia, McCabe conclude che l'elemento più persistente in Sir Hugh è l'elemento antisemita: "nonostante l'espulsione degli ebrei dall'Inghilterra nel 1290 ... con la conseguenza che molti cantastorie non conoscevano nessun ebreo, il riferimento a un assassino ebreo è quasi sempre conservato».

Roud e Bishop fanno un punto simile:
L'argomento... è inquietante e ci ricorda che il folklore non è sempre piacevole e accogliente. In effetti, razzisti, xenofobi, fanatici politici e fondamentalisti religiosi hanno sempre utilizzato leggende, voci, canzoni, barzellette e altre tradizioni per sostenere e diffondere le loro convinzioni e per indottrinare i loro giovani, e in particolare per denigrare e stereotipare gli estranei e le vittime del loro bigottismo. 
Karl Heinz Göller offre una visione diversa delle origini e delle risonanze della ballata. Come McCabe, traccia i cambiamenti mostrando che la forma degli elementi è semplificata. Per Göller, un lato della ballata è una fiaba, a cui sono stati aggiunti elementi antisemiti in anni successivi abbandonati e dimenticati. Quindi Sir Hugh è a suo avviso una "storia simbolica", di tentazione e deflorazione sessuale. Descrive in dettaglio come gli elementi antisemiti siano in gran parte eliminati nelle versioni americane, e anche la violenza viene rimossa, poiché la ballata in alcuni casi diventa una filastrocca. Egli ipotizza che esistesse una versione prima della sua fusione con la storia di Ughino di Lincoln, che "deve essere stata simile alla storia del Principe Ranocchio per quanto riguarda l'amore e l'introduzione ai suoi misteri".
Göller indica James Joyce come una figura che ha riconosciuto la tensione tra la storia simbolica e il racconto antisemita. In Ulisse , Stephen e il suo ospite discutono su una versione irlandese della canzone. Stephen "considera la ballata come una parabola del destino umano. Hugh sfida il suo destino una volta per incuria, una seconda per premeditazione. Il destino appare nella persona della ragazza ebrea, che, come incarnazione della speranza e della giovinezza, lo attira in una camera segreta , e lo uccide come un animale sacrificale". D'altra parte, il suo ospite ricorda le accuse di omicidio rituale, "l'incitamento alla gerarchia, la superstizione del popolo, la propagazione di voci in frazione continua di veridicità, l'invidia dell'opulenza, l'influenza della rappresaglia, la ricomparsa sporadica della delinquenza atavica, le attenuanti del fanatismo, della suggestione ipnotica e dei sonnambuli”.
Data la tensione tra la storia di Hugh, assassinato dagli ebrei, e la storia simbolica descritta da Göller, conclude che "l'introduzione di dettagli dalla storia di Ughino di Lincoln è quindi con ogni probabilità un fenomeno secondario. È molto difficile dire quando è avvenuta la fusione. Eventi come il ritrovamento delle ossa del ragazzino assassinato a Lincoln Minster potrebbero essere un catalizzatore. Ma è più probabile che l'antisemitismo di una parte delle ballate e la localizzazione in Lincoln sia una specie di contaminazione evemerista simile al Racconto della priora, che ha dato origine ad associazioni con la storia di Ughino di Lincoln per la somiglianza del suo argomento. La maggior parte di questi dettagli antisemiti sono scomparsi nel corso della tradizione orale, perché non sono stati più compresi."

### Varianti parallele
Alcune delle idee nelle versioni esistenti hanno paralleli altrove. Ad esempio, l'idea di un cadavere che parla (invia pensieri) ai vivi si ritrova nella ballata The Murder of Maria Marten, The Cruel Mother (Child 20) e in The Unquiet Grave (Child 78), in quanto gli omicidi raccapriccianti sono abbastanza comuni nelle ballate infantili.

## Controversie
I collezionisti vittoriani furono sorpresi di trovare prove di una ballata con una diffamazione di sangue e almeno due scrissero libri sull'argomento. James Orchard Halliwell scrisse Ballads and Poems Respecting Hugh of Lincoln nel 1849. Nello stesso anno, e all'insaputa di Halliwell, Abraham Hume scrisse il libro Sir Hugh of Lincoln, or, an Examination of a Curious Tradition respecting the Jews, with a notice of the Popular Poetry connected with it.
Una delle prime registrazioni professionali della canzone fu di A.L. Lloyd in "The English and Scottish Popular Ballads Vol 2" nel 1956, prodotta da Kenneth Goldstein, lui stesso ebreo. Un altro interprete della canzone, Ewan MacColl, ha descritto la ballata come "il barbaro funzionamento del pensiero medievale".
È ancora un argomento controverso se si tratti di qualcosa che dovrebbe essere eseguito o registrato; e se lo è, ne vengono rimossi gli elementi antisemiti. La versione del 1975 registrata da Steeleye Span, per esempio, rimuove completamente questi riferimenti.